# Cathédrale Notre-Dame-de-Guadalupe de Dallas
Pour les articles homonymes, voir cathédrale Notre-Dame-de-Guadalupe et sanctuaire Notre-Dame-de-Guadalupe.
La cathédrale Notre-Dame-de-Guadalupe (en anglais : Cathedral Shrine of Our Lady of Guadalupe) est la principale église catholique de la ville de Dallas, dans l'État américain du Texas.
Siège du diocèse catholique de Dallas, sa construction a duré un peu plus de quatre ans, de 1898 à 1902. Elle rassemble la plus grande congrégation de catholiques aux États-Unis, et l'une des deux seules cathédrales du pays à être placées sous l'invocation de la sainte patronne des Amériques.
La Conférence des évêques catholiques des États-Unis lui donne le statut de sanctuaire national, depuis le 12 septembre 2023.

## Historique
C'est en 1869 qu'est fondée la première paroisse catholique de la ville, alors placée sous la juridiction du diocèse de Galveston. Il faut attendre encore trois ans pour que la communauté se dote d'une modeste église en pierre, consacrée sous le nom d'église du Sacré-Cœur.
En 1890, le pape Léon XIII érige le diocèse de Dallas, entraînant de fait la transformation de l'église en cathédrale. Thomas Brennan en devient le premier évêque. Durant son bref épiscopat (1890-1892) il organise la communauté des fidèles. C'est néanmoins son successeur Edward Joseph Dunne (1893-1910) qui ordonne et supervise la construction d'un nouveau sanctuaire. Il confie le soin de dessiner les plans de la future cathédrale à l'architecte texan Nicholas J. Clayton, qui imagine un édifice néo-gothique, un parti architectural en vogue durant une grande partie du XIXe siècle.
La première pierre est posée le 17 juin 1898. Un peu plus de quatre ans plus tard, le gros-œuvre est achevé et la cathédrale, placée sous l'invocation du Sacré-Cœur, est consacrée au cours d'une cérémonie solennelle le 26 octobre 1902.
Le développement de l'agglomération (formant une conurbation connue sous le nom de Dallas-Fort Worth Metroplex) au cours de la seconde moitié du XXe siècle et l'arrivée massive d'immigrants en provenance du Mexique voisin (catholiques) permet la croissance rapide de la communauté des fidèles et l'établissement de nouvelles paroisses.
Dans les années 1960, la paroisse du Sacré-Cœur entame un rapprochement avec celle, voisine, de Notre-Dame-de-Guadalupe (établie en 1914 et à majorité hispanique). Sous l'épiscopat de Thomas Tschoepe, les deux paroisses finissent par fusionner sous le vocable de Notre-Dame de Guadalupe. En 1975, l'ancienne église paroissiale du même nom, située sur Harwood street, ferme ses portes, les fidèles se rendant désormais aux offices célébrés en la cathédrale. Celle-ci prend officiellement le nom de Notre-Dame-de-Guadalupe le 12 décembre 1976.
En mai 2019, quelques mois après que le diocèse de Dallas ait contribué à un mouvement national de publication des listes des représentants catholiques impliqués dans des affaires d'abus sexuels sur mineurs, la police de Dallas perquisitionne l'Église pour opérer une fouille du bâtiment.

## Description
La cathédrale est ouverte à une communauté de 630,000 catholiques, ce qui en fait la plus grand congrégation des États-Unis. Une grande majorité de ses fidèles sont d'origine mexicaine. C'est l'une des deux seules cathédrales des États-Unis à être placées sous l'invocation de la sainte patronne des Amériques avec la cathédrale de Dodge City (Kansas).
La cathédrale accueille deux chorales (la Cathedral Chorale et le Spanish Choir of the Cathedral) et a enregistré un album, Alzad La Cruz!, au Morton H. Meyerson Symphony Center. L'album contient le morceau Missa Guadalupa élaboré par le compositeur Joel Martinson.
Les messes sont tenues par le révérend Stephen Bierschenk.

## Architecture
La cathédrale Notre-Dame-de-Guadalupe est un édifice caractéristique de l'architecture néo-gothique victorienne. Le clocher, couronné d'une flèche octogonale, accueille un carillon de 49 cloches. Bien que prévu sur les plans d'origine, il ne fut réalisé que récemment (les travaux s'achevant en 2005), le manque de fonds ayant empêché sa construction avant cette date. Le carillon émit son premier son le 11 septembre 2005. La cathédrale est située au cœur du Arts District, offrant un contraste saisissant avec les gratte-ciels voisins. Ceux-ci, la J.P. Morgan Chase Bank Tower et le 2100 Ross Avenue building, ont été construits à la fin des années 1970. Le clocher de la cathédrale atteint une hauteur de 68,58 mètres (225 pieds).
La cathédrale (dont on ignora le nom de l'architecte jusqu'en 1989 et la découverte de documents permettant d'en attribuer la paternité à Nicholas J. Clayton) est l'unique œuvre de cet architecte à avoir survécu à Dallas.

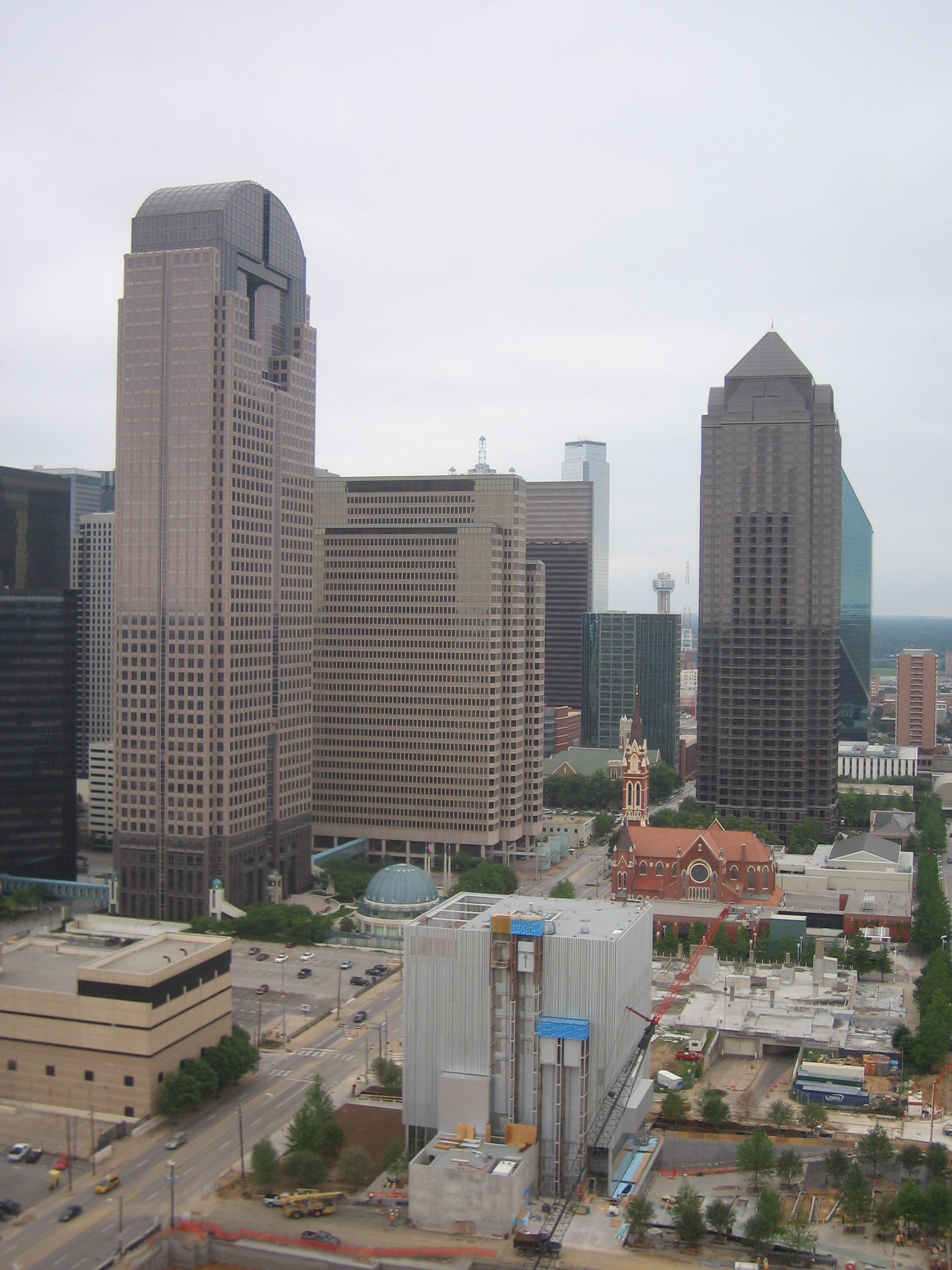
La cathédrale entourée d'immenses gratte-ciels (2009).
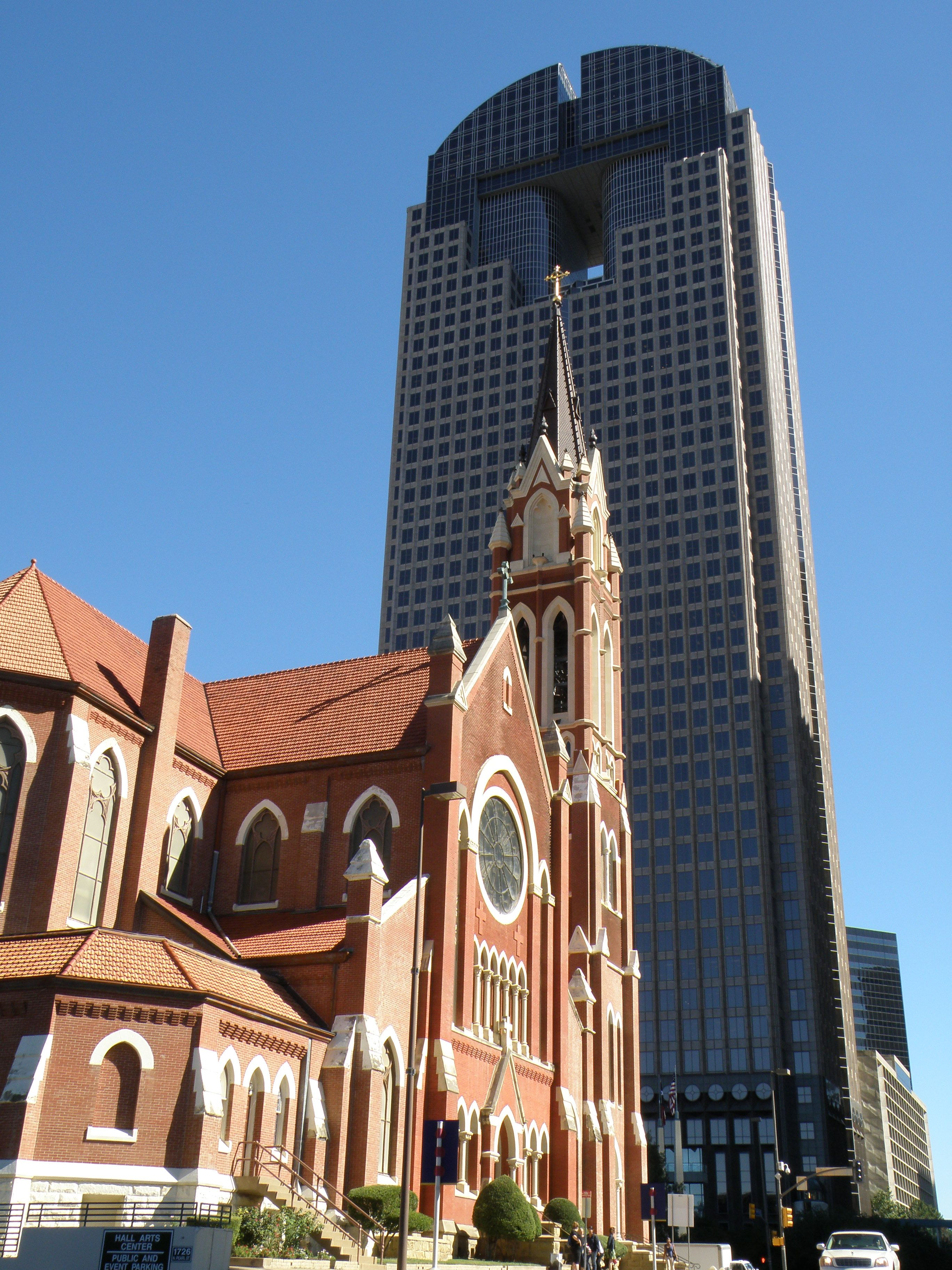
La cathédrale avec la J.P. Morgan Chase Bank Tower en arrière-plan (2010).
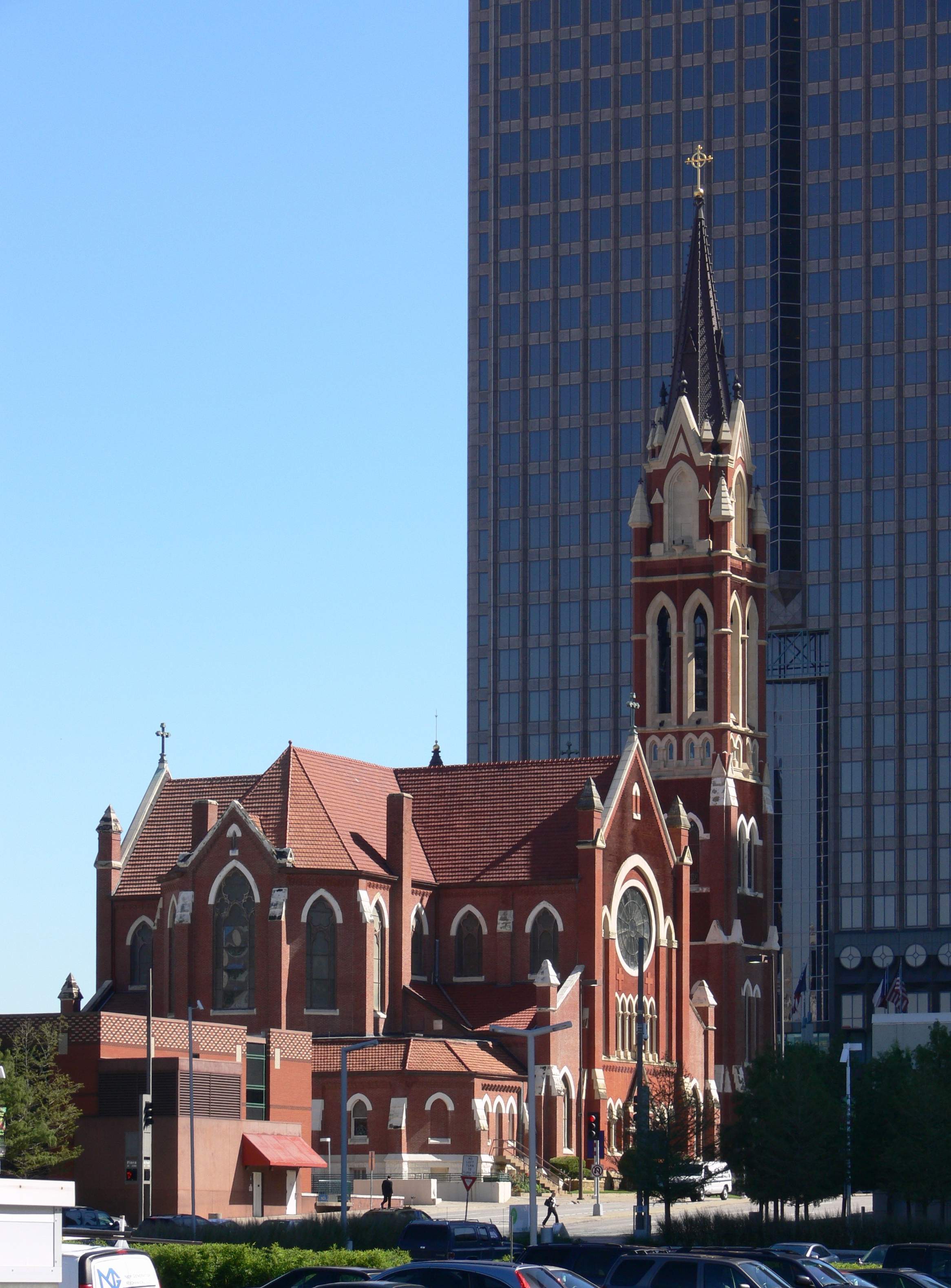
La cathédrale avec la J.P. Morgan Chase Bank Tower en arrière-plan (2009).
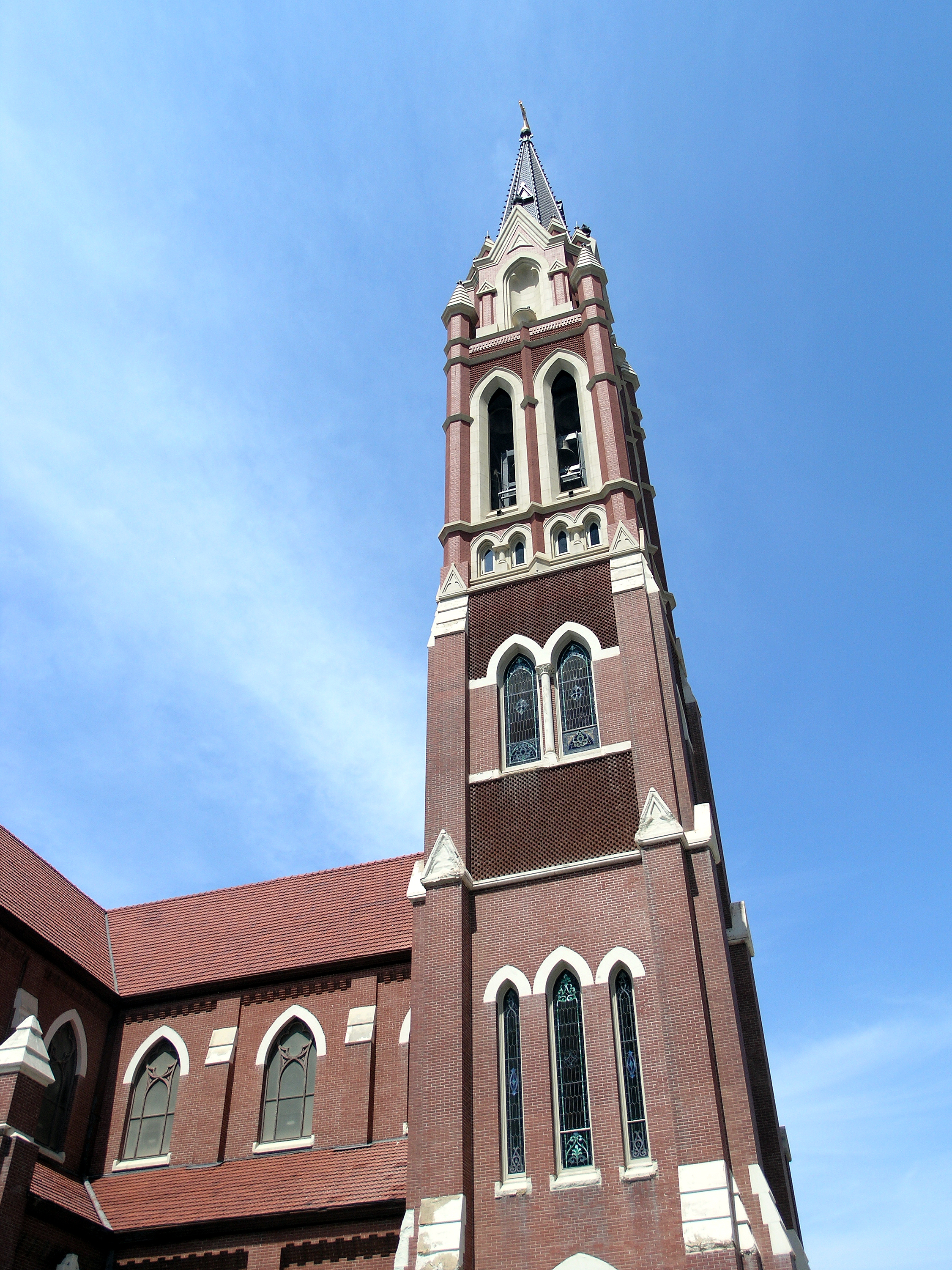
Clocher (2006).
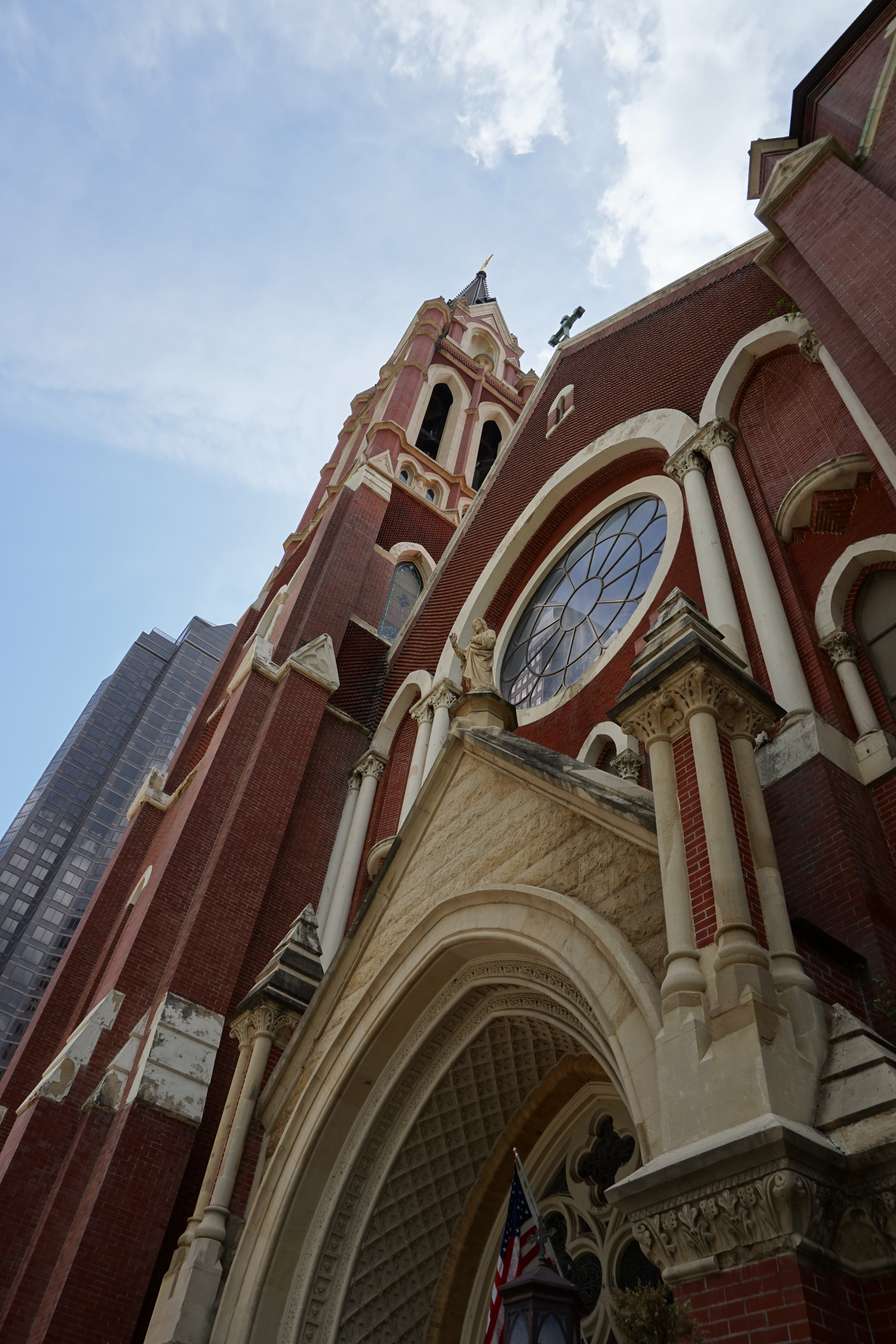
Façade (2015).
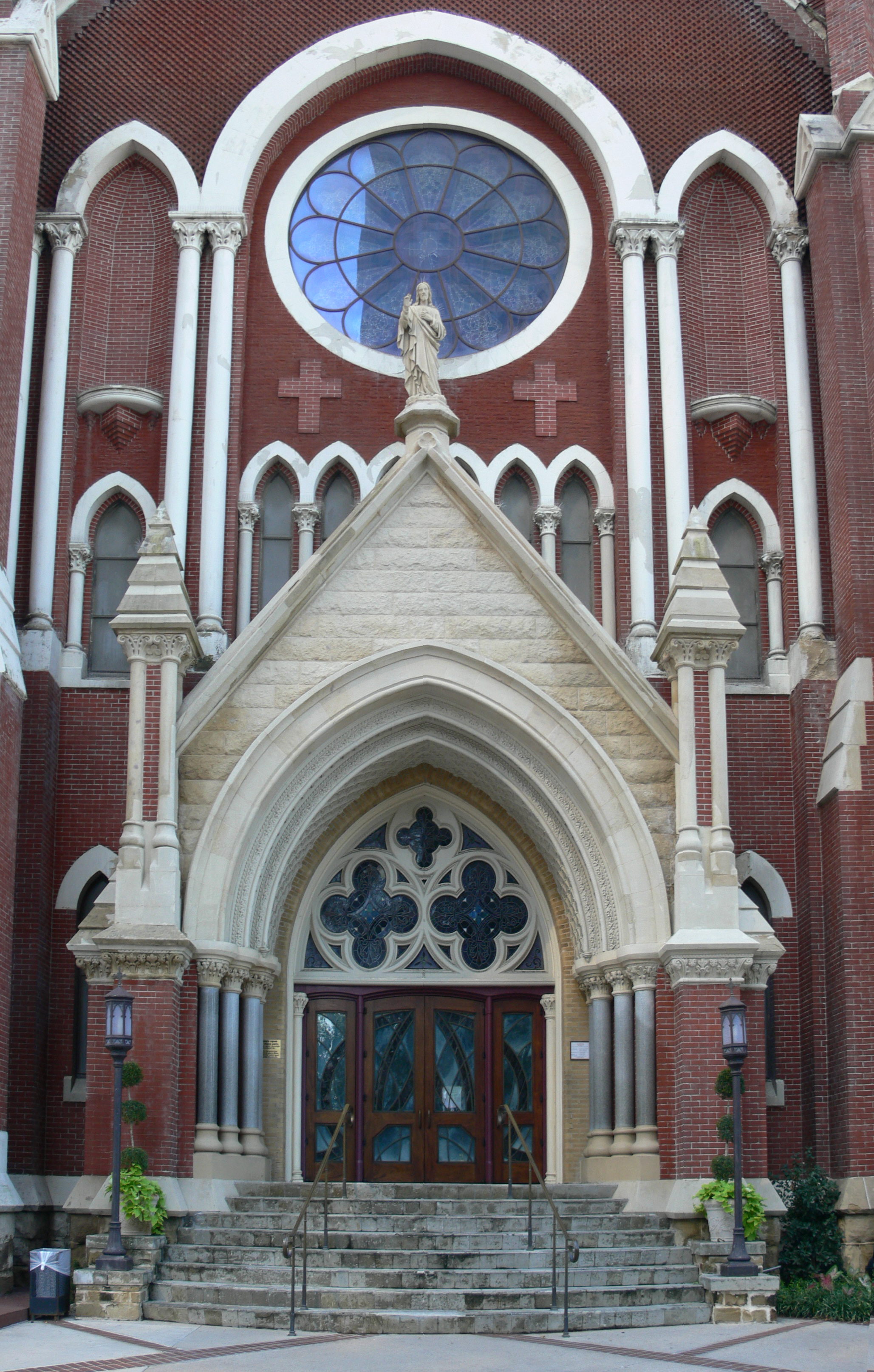
Entrée principale (2009).
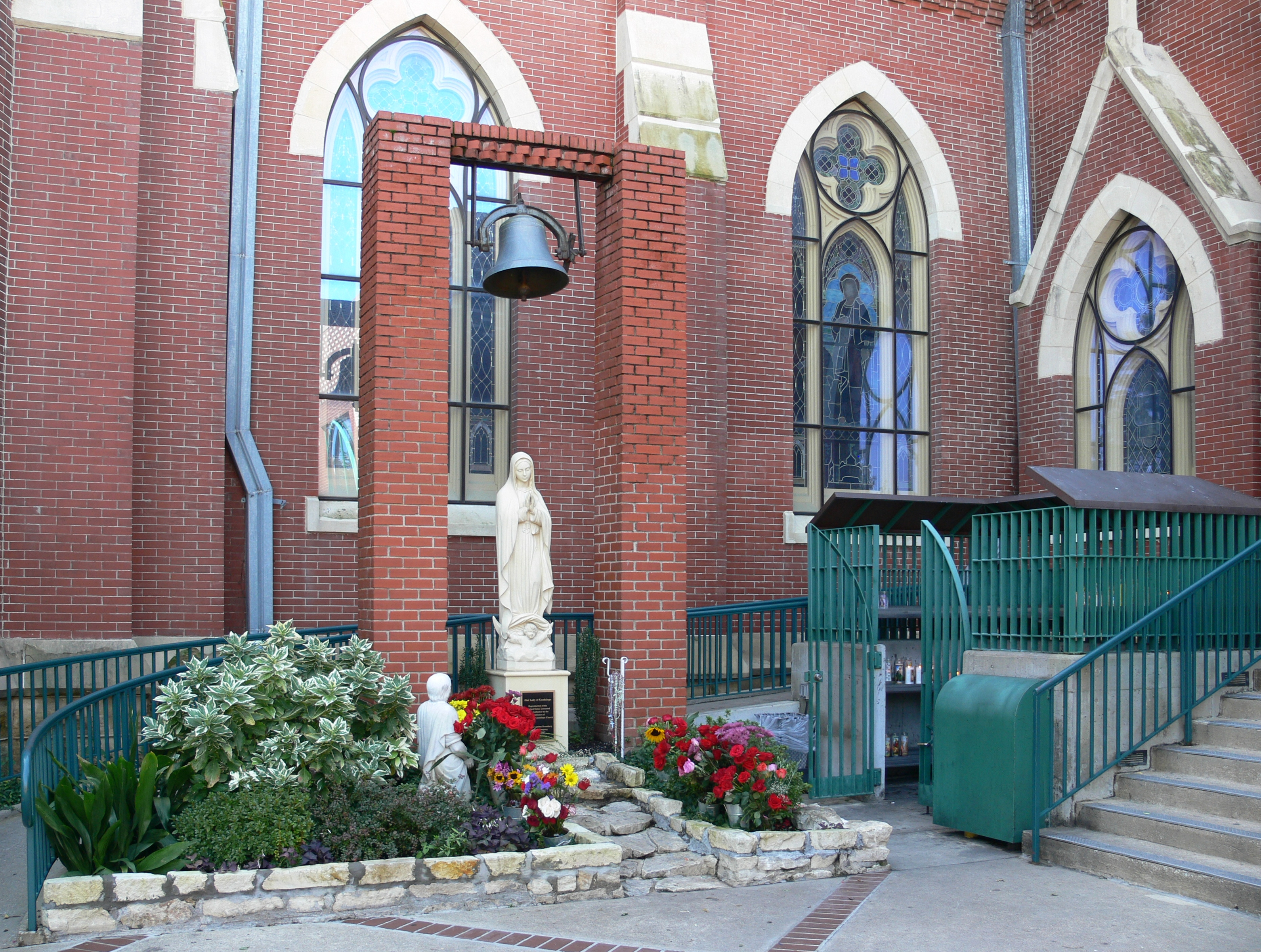
Statue de Notre-Dame de Guadalupe devant la cathédrale (2009).

Bâtie en brique et pierre de taille, la cathédrale reprend le plan traditionnel des églises médiévales (plan en forme de croix latine). La nef est divisée en trois vaisseaux ; elle se prolonge par un large transept et par une abside à cinq pans, sans déambulatoire. L'ensemble est couvert d'une voûte à caissons en arc brisé assez atypique.
La cathédrale conserve de grandes orgues (construites à New York en 1871 et offertes à la paroisse en 1902) et plusieurs vitraux représentant des scènes de l'Ancien et du Nouveau Testament.

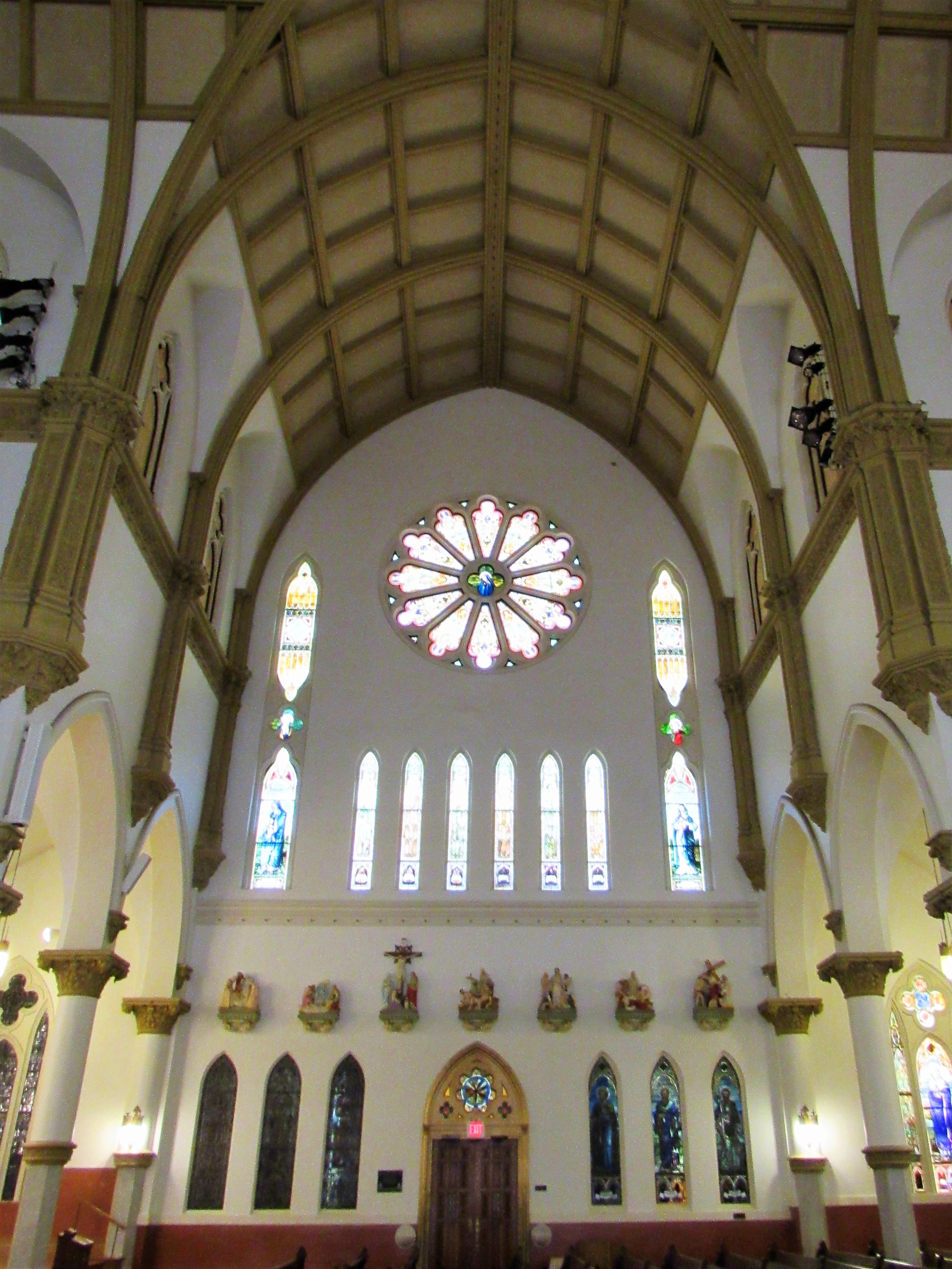
Transept nord (2017).
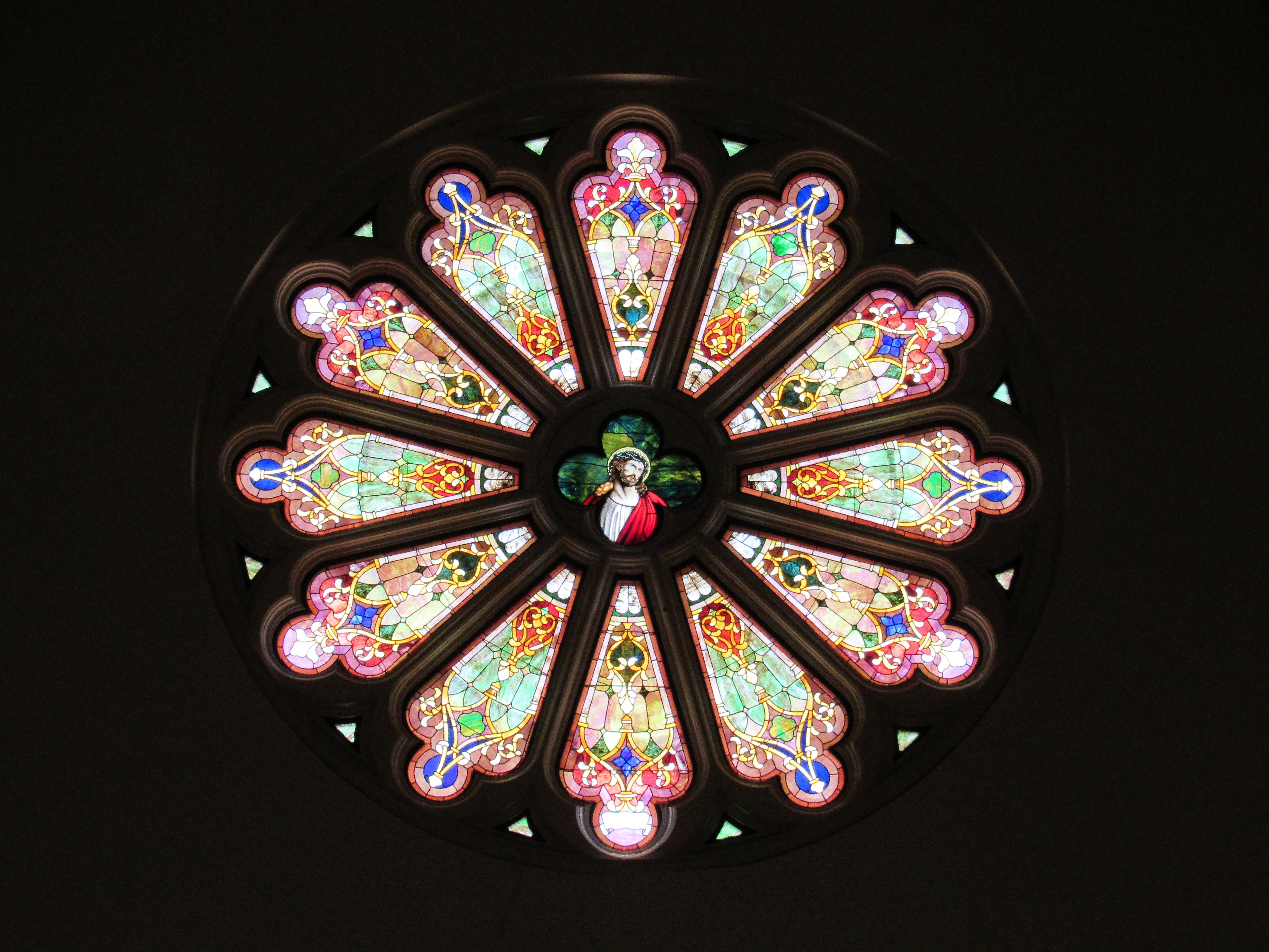
Rosace transept nord (2017).
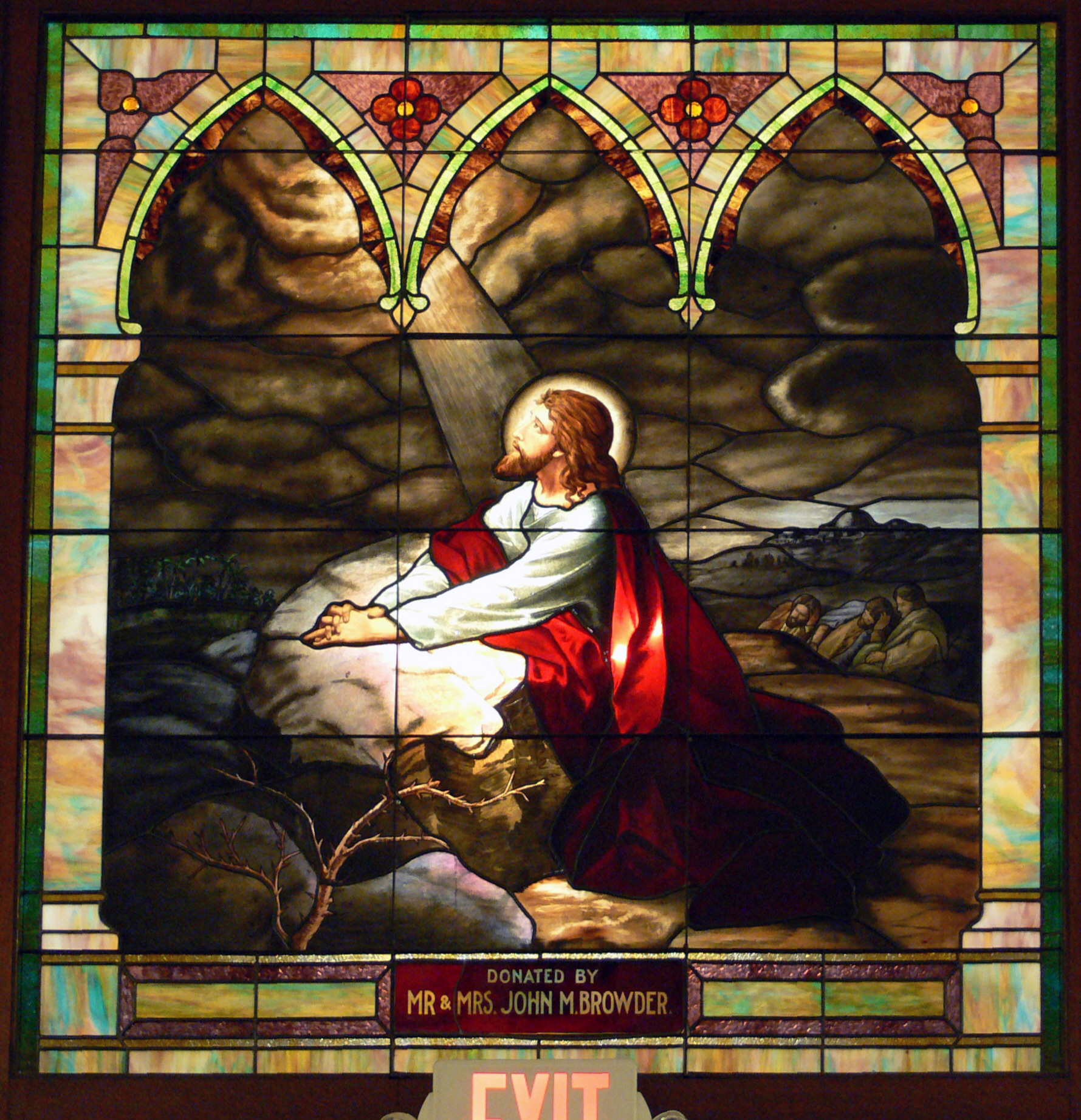
Le Christ sur le Mont des Oliviers, vitrail de la cathédrale.
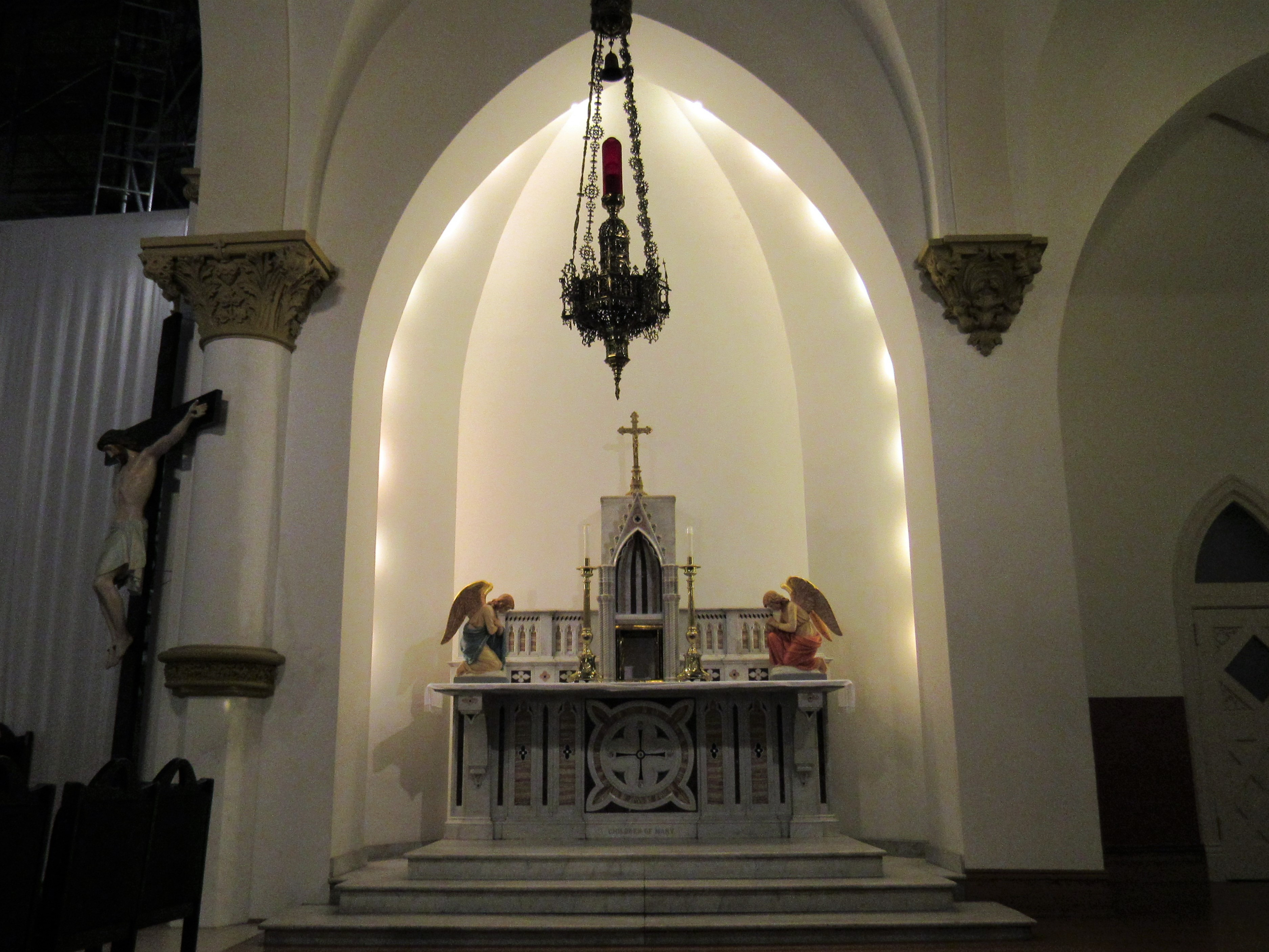
Tabernacle (2017).
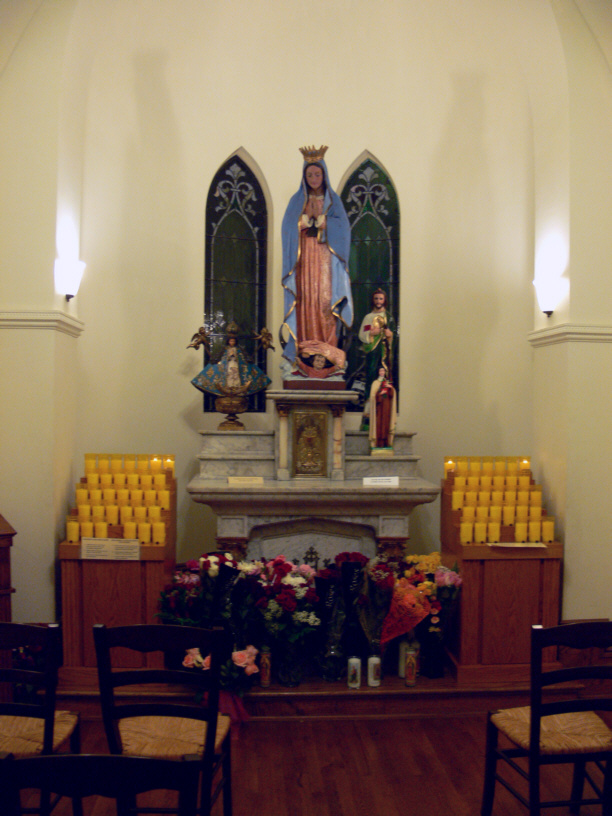
Statue Notre-Dame de Guadalupe à l'intérieur (2009).
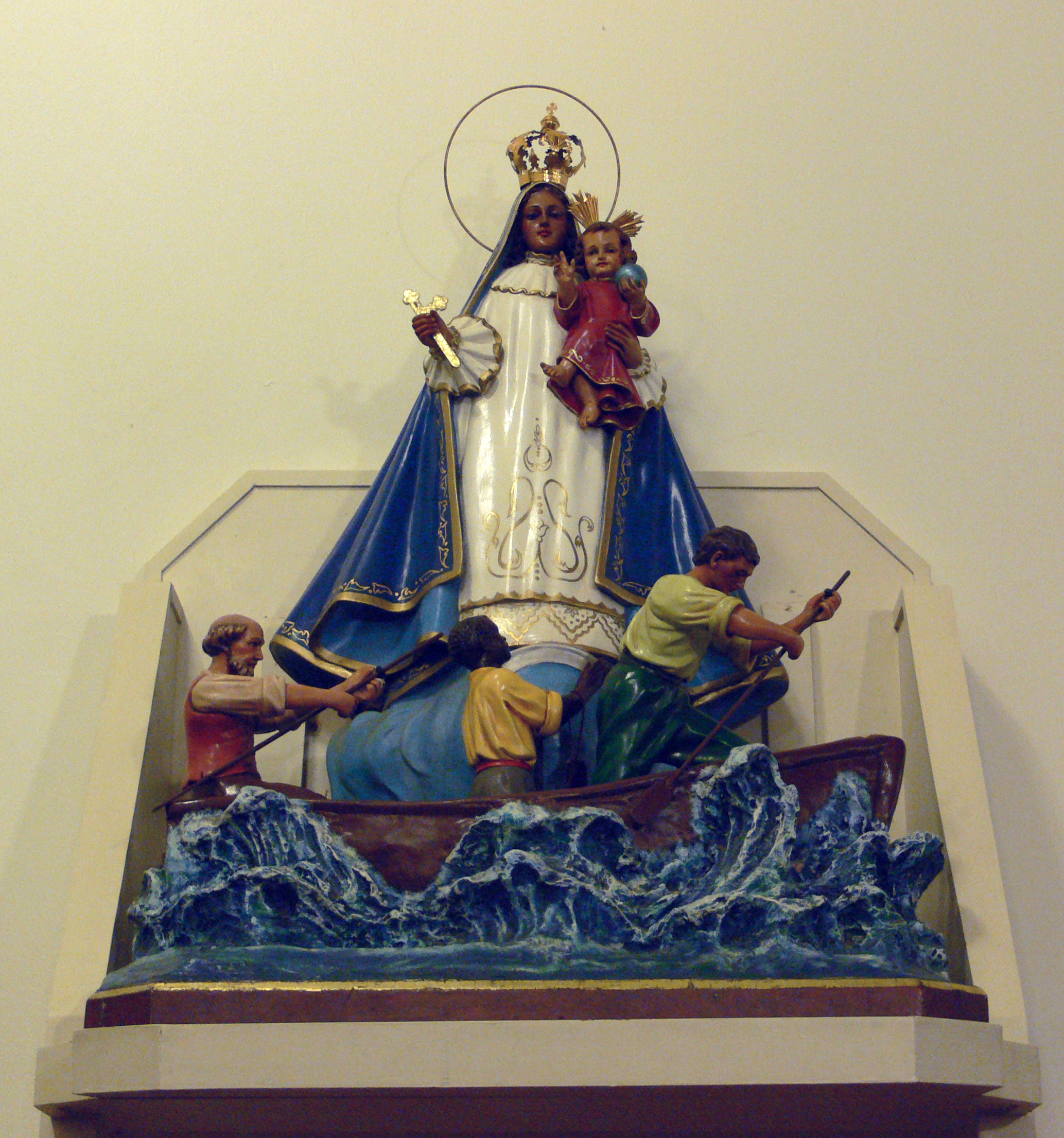
Statue Notre-Dame de la Charité de Cuba (2009).
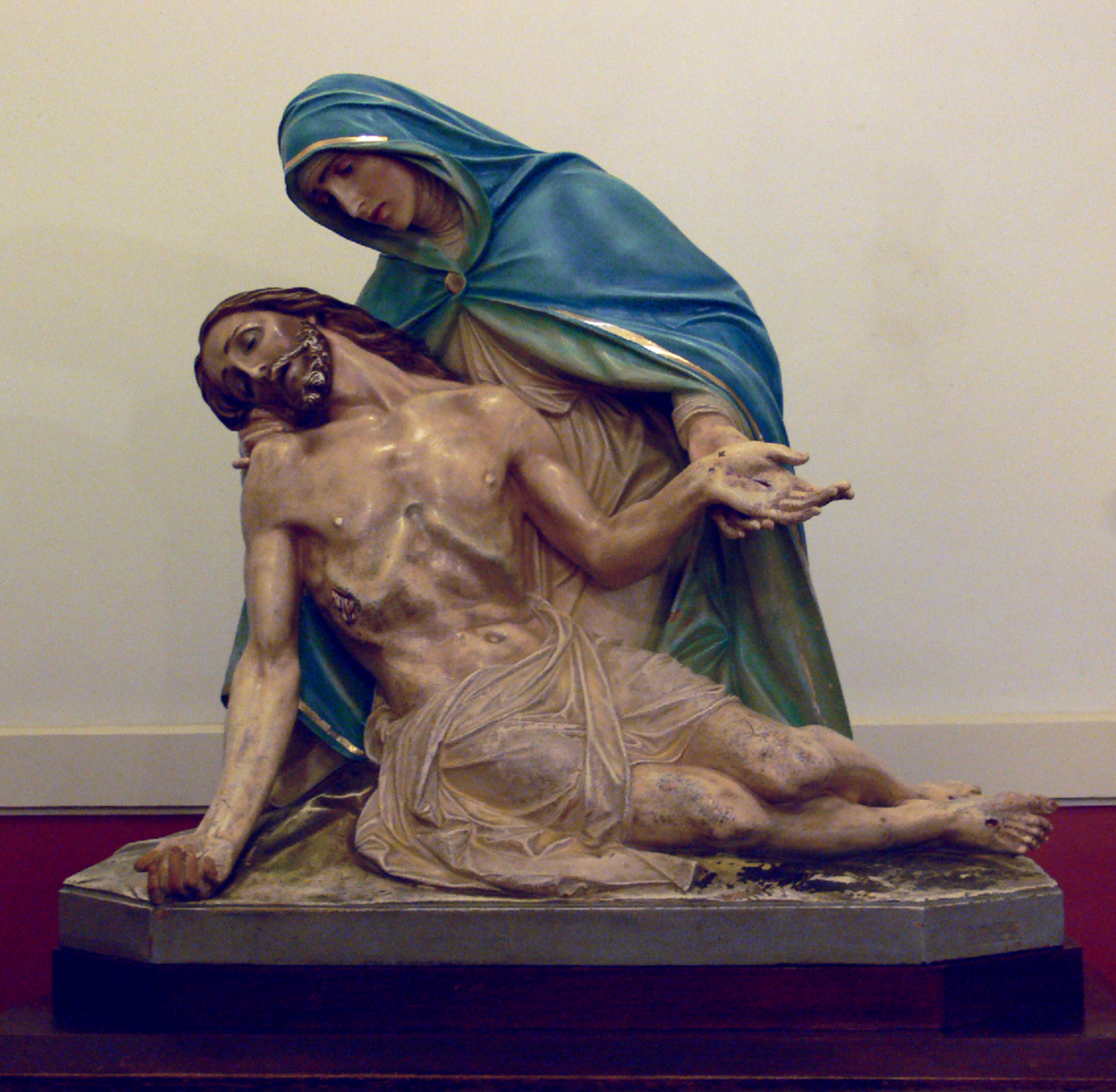
Statue La Pietà (2009).